# Occupation soviétique des États baltes (1940)
Pour un article plus général, voir Occupation des pays baltes.
L'occupation soviétique des États baltes couvre la période allant des pactes d'entraide soviéto-baltes en 1939, à leur invasion et annexion en 1940, jusqu'aux déportations massives de 1941.
En septembre et octobre 1939, le gouvernement soviétique oblige les États baltes, bien plus petits, à conclure des pactes d'assistance mutuelle qui donnent aux Soviétiques le droit d'y établir des bases militaires.
À la suite de l'invasion de l'Armée rouge à l'été 1940, les autorités soviétiques contraignent les gouvernements baltes à démissionner. Les présidents de l'Estonie et de la Lettonie sont emprisonnés et décédent plus tard en Sibérie. Sous la supervision soviétique, de nouveaux gouvernements pantins communistes sont mis en place à la suite d'élections truquées avec des résultats falsifiés. Peu de temps après, les assemblées populaires nouvellement élues adoptent des résolutions demandant l'admission en Union soviétique.
En juin 1941, les nouveaux gouvernements soviétiques procèdent à des déportations massives d'« ennemis du peuple ».

## Contexte

Expansions allemande et soviétique en 1939 et 1940.

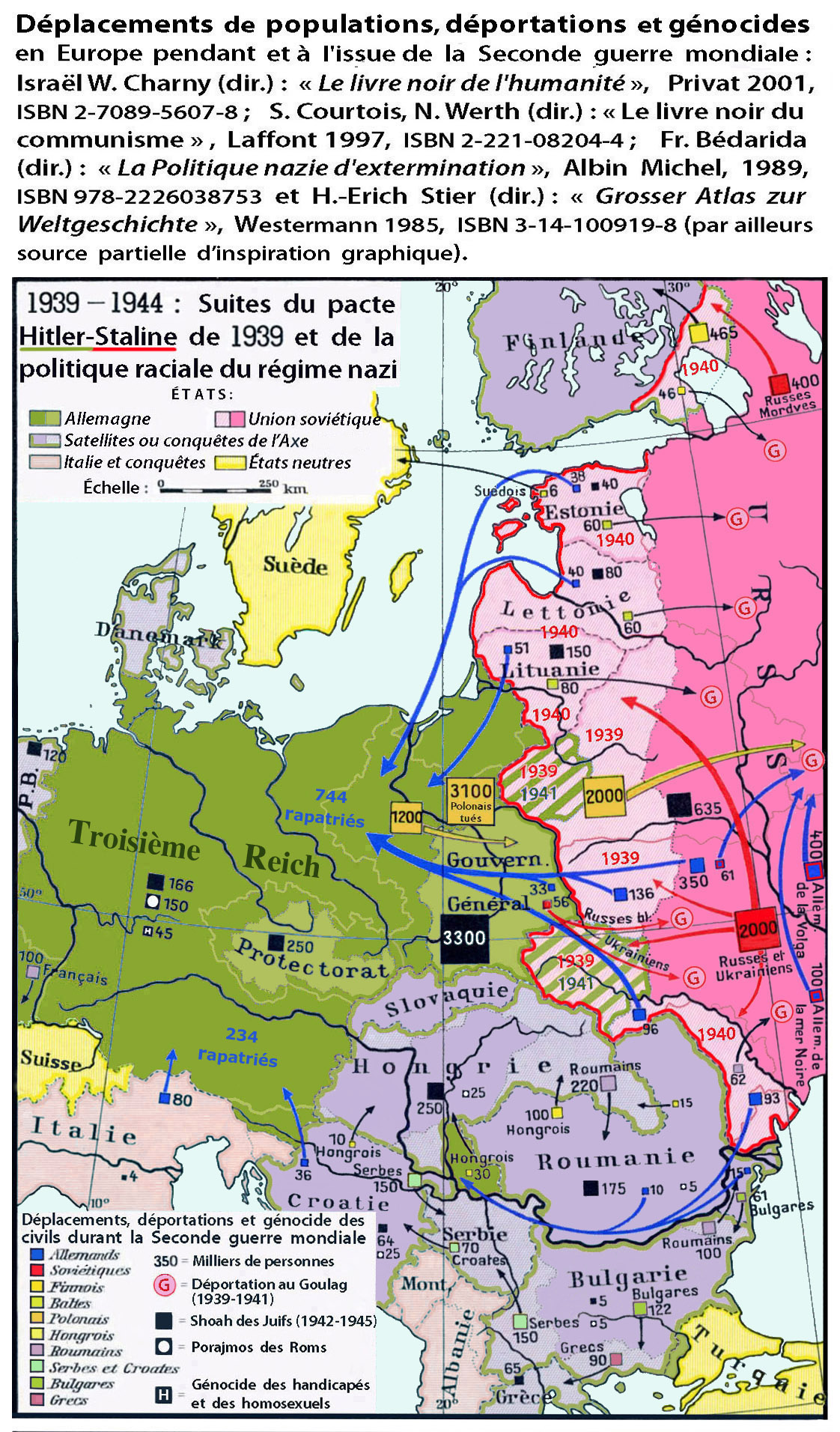
Les conséquences territoriales et démographiques du pacte germano-soviétique.

Après l'invasion soviétique de la Pologne le 17 septembre 1939, conformément au pacte Molotov-Ribbentrop, les forces soviétiques obtiennent la liberté de circulation en Lettonie, Lituanie et Estonie, un aspect important de l'accord pour le gouvernement soviétique, ce dernier craignant que l'Allemagne utilise les trois États comme couloir pour se rapprocher de Leningrad. Les soviétiques font pression sur la Finlande et les États baltes pour qu'ils concluent des traités d'assistance mutuelle. Les soviétiques remettent en question la neutralité de l'Estonie après la fuite d'un sous-marin polonais de Tallinn le 18 septembre. Une semaine plus tard, le 24 septembre 1939, le ministre estonien des Affaires étrangères reçoit un ultimatum de Moscou, les soviétiques exigent la conclusion d'un traité d'assistance mutuelle pour établir des bases militaires en Estonie,. Les Estoniens n'ont d'autre choix que d'autoriser l'établissement de bases navales, aériennes et militaires soviétiques sur deux îles estoniennes et au port de Paldiski. L'accord correspondant est signé le 28 septembre 1939. La Lettonie suit le 5 octobre 1939 et la Lituanie peu après, le 10 octobre 1939. Les accords permettent à l'Union soviétique d'établir des bases militaires sur le territoire des États baltes pendant la durée de la guerre européenne et de stationner 25 000 soldats soviétiques en Estonie, 30 000 en Lettonie et 20 000 en Lituanie à partir d'octobre 1939.
En 1939, la Finlande rejette les demandes soviétiques similaires lui demandant de céder ou de louer des parties de son territoire. En conséquence, l'Union soviétique attaque la Finlande, déclenchant la guerre d'Hiver en novembre. La guerre se termine en mars 1940 avec des pertes territoriales finlandaises dépassant les exigences soviétiques d'avant-guerre, mais la Finlande conserve sa souveraineté. Les États baltes restent neutres pendant la guerre d'hiver, les Soviétiques saluant leurs relations avec l'URSS comme étant exemplaires.

## Occupation soviétique

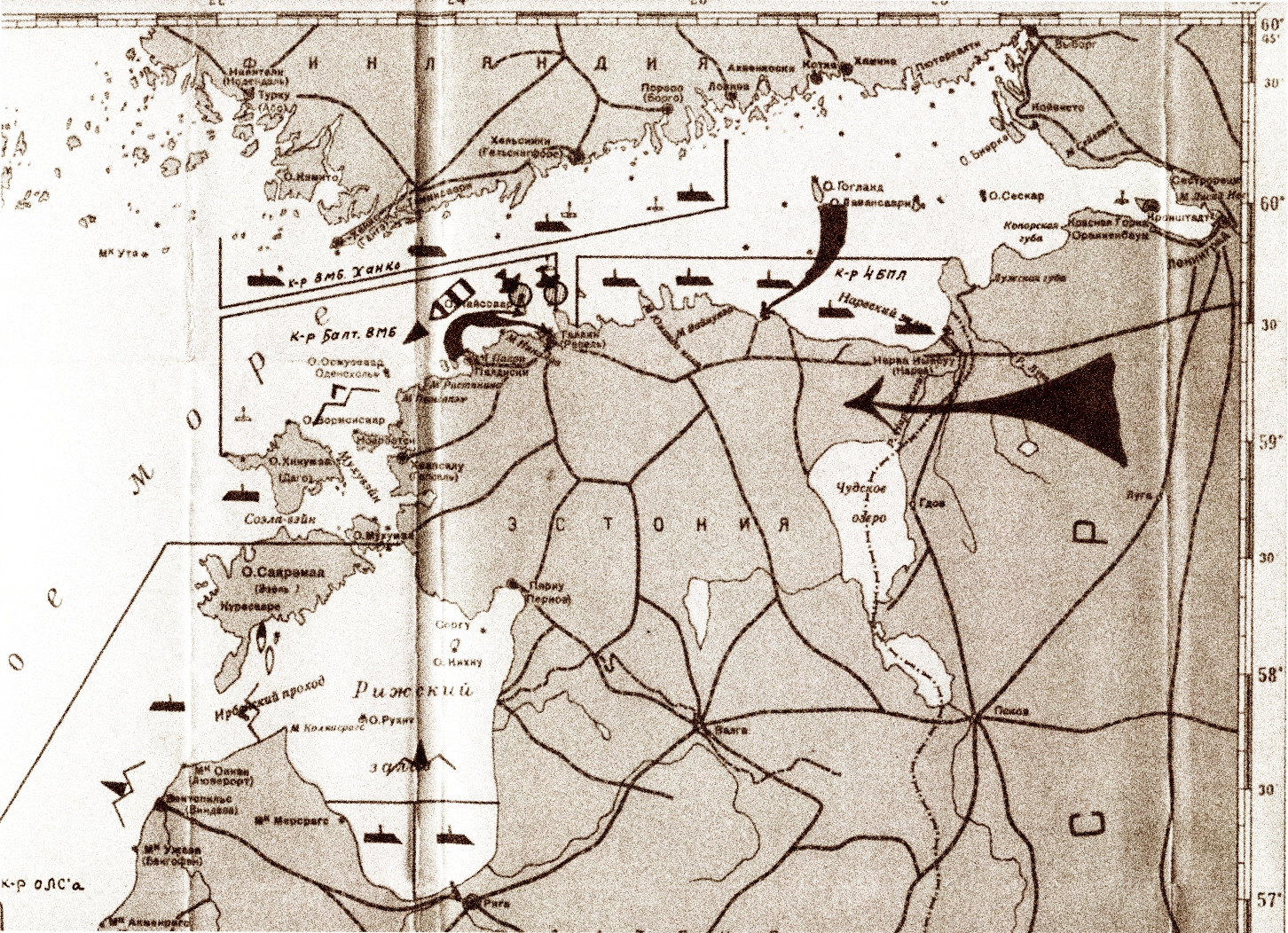
Schémas du blocus militaire soviétique et de l'invasion de l'Estonie et de la Lettonie en 1940 (Archives navales de l'État russe)

Les troupes soviétiques affectées à d'éventuelles actions militaires contre les États baltes comptent 435 000 soldats, environ 8 000 canons et mortiers, plus de 3 000 chars et plus de 500 véhicules blindés. Le 3 juin 1940, toutes les forces militaires soviétiques basées dans les États baltes sont concentrées sous le commandement d'Aleksandr Loktionov. Le 9 juin, la directive 02622ss/ov est donnée au district militaire de Leningrad de l'Armée rouge par Semion Timochenko pour qu'il soit prêt le 12 juin à capturer les navires des marines estonienne, lettone et lituanienne dans leurs bases ou en mer ; capturer les flottes commerciales estoniennes et lettones ainsi que tous les autres navires; débarquer et envahir Tallinn et Paldiski; fermer le golfe de Riga et bloquer les côtes de l'Estonie et de la Lettonie dans le golfe de Finlande et la mer Baltique; empêcher une évacuation des gouvernements, des forces militaires et des moyens estoniens et lettons; fournir un soutien naval pour une invasion vers Rakvere; et empêcher les avions estoniens et lettons de voler vers la Finlande ou la Suède.

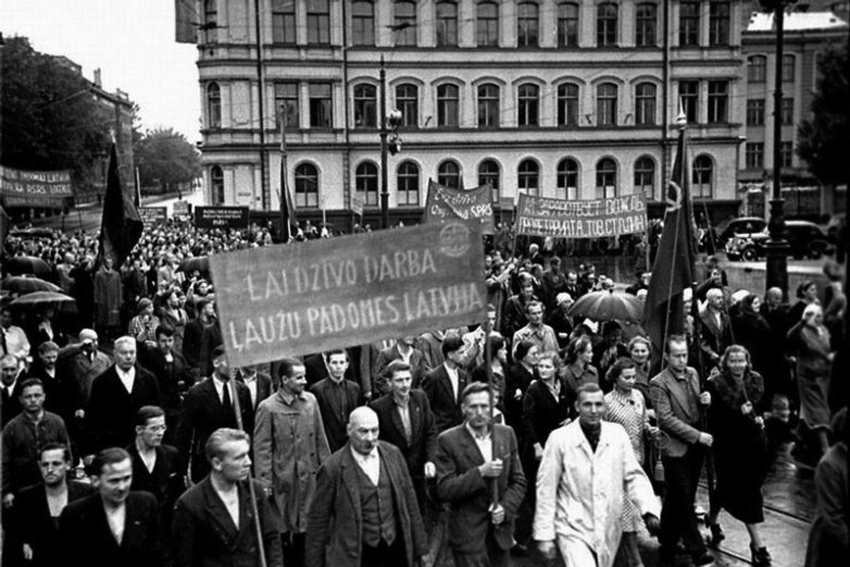
Rassemblement organisé par les Soviétiques à Riga, 1940

Le 12 juin 1940,, la flotte soviétique de la Baltique reçoit l'ordre de mettre en œuvre un blocus militaire total de l'Estonie. Le 13 juin à 10 h 40, les forces soviétiques commencent à se déplacer vers leurs positions et sont prêtes le 14 juin à 22 h 00: quatre sous-marins et un certain nombre d'unités légères de la marine sont positionnés dans la mer Baltique, dans le golfes de Riga et en Finlande pour isoler les États baltes; un escadron de la marine comprenant trois divisions de destroyers est positionné à l'ouest de Naissaar afin de soutenir l'invasion; les quatre bataillons de la 1re brigade de marine sont positionnés sur les navires de transport Sibir, 2e Pjatiletka et Elton pour les débarquements sur les îles Naissaare et Aegna; le navire de transport Dnester et les destroyers Storozevoi et Silnoi sont positionnés avec des troupes pour l'invasion de la capitale Tallinn; le 50e bataillon est positionné sur des navires pour une invasion près de Kunda. 120 navires soviétiques participent au blocus naval, dont un croiseur, sept destroyers et dix-sept sous-marins, ainsi que 219 avions, dont la 8e brigade aérienne avec 84 bombardiers DB-3 et Tupolev SB et la 10e brigade avec 62 avions.
Le 14 juin 1940, les Soviétiques lancent un ultimatum à la Lituanie. Le blocus militaire soviétique de l'Estonie entre en vigueur tandis que l'attention du monde se concentre sur la chute de Paris aux mains de l'Allemagne nazie. Deux bombardiers soviétiques abattent l'avion de ligne finlandais "Kaleva" volant de Tallinn à Helsinki transportant trois valises diplomatiques des délégations américaines à Tallinn, Riga et Helsinki. L'employé du service extérieur américain Henry W.Antheil Jr. est tué dans l'accident.

### Invasion de l'Armée Rouge
Molotov accuse les États baltes de conspiration contre l'Union soviétique et lance un ultimatum à tous les pays baltes pour l'établissement de gouvernements approuvés par les Soviétiques. Menaçant d'invasion et accusant les trois États de violer les pactes originaux ainsi que de former un complot contre l'Union soviétique, Moscou présente des ultimatums, exigeant de nouvelles concessions, qui comprennent le remplacement de leurs gouvernements et permettant à un nombre illimité de troupes d'entrer dans les trois pays,,,.
Les gouvernements baltes décident, étant donné leur isolement international et les forces soviétiques écrasantes à leurs frontières et déjà sur leurs territoires, qu'il est vain de résister activement et donc préférable d'éviter une effusion de sang dans une guerre impossible à gagner. L'occupation des États baltes coïncide avec un coup d'État communiste dans chaque pays, soutenu par les troupes soviétiques.
Le 15 juin, l'URSS envahit la Lituanie. Les troupes soviétiques attaquent les gardes-frontières lettons à Masļenki. Le 16 juin 1940, l'URSS envahit l'Estonie et la Lettonie. Selon un article du magazine Time publié au moment des invasions, en quelques jours, environ 500 000 soldats de l'Armée rouge soviétique occupent les trois États baltes, une semaine seulement avant la chute de la France face à l'Allemagne nazie.
Des centaines de milliers de soldats soviétiques entrent en Estonie, en Lettonie et en Lituanie. Les forces militaires soviétiques dépassent de loin les armées de chaque pays.
La plupart des forces de défense estoniennes et de la Ligue de défense estonienne se rendent conformément aux ordres du gouvernement estonien et sont désarmées par l'Armée rouge,. Seul le bataillon indépendant des transmissions estonien stationné à Tallinn dans la rue Raua montre sa résistance face à l'Armée rouge et à la milice communiste d'autodéfense du peuple, combattant les troupes d'invasion le 21 juin 1940. Alors que l'Armée rouge apporte des renforts supplémentaires appuyés par six véhicules de combat blindés, la bataille dure plusieurs heures jusqu'au coucher du soleil. Finalement, la résistance militaire se termine par des négociations et le bataillon indépendant des transmissions se rend et est désarmé. Deux militaires estoniens sont morts, Aleksei Männikus et Johannes Mandre, et plusieurs autres sont blessés, du côté soviétique, une dizaine de morts sont dénombrés ainsi que plusieurs blessés. La milice soviétique qui participe à la bataille est dirigée par Nikolai Stepulov.

### Réaction occidentale
Les États-Unis et la plupart des pays non communistes membres de l'ONU, ainsi que, par la suite, le Parlement européen,,, la CEDH et le Conseil des droits de l'homme de l'ONU n'ont pas juridiquement reconnu l'occupation et incorporation des pays baltes parmi les 15 républiques socialistes soviétiques et ont continué à les reconnaître de jure comme États souverains,,.
C'est pourquoi les gouvernements en exil, avec des légations à Londres et Stockholm, sont reconnus par la plupart des gouvernements occidentaux tout au long de la guerre froide. Avec le rétablissement de l'indépendance par les républiques soviétiques quittant l'URSS, ces gouvernements en exil sont intégrés dans le processus de formation des nouveaux gouvernements. Ainsi les trois pays baltes ont pu, depuis 1991 et contrairement aux douze autres républiques ex-soviétiques, quitter la sphère d'influence russe, opter pour une politique euro-atlantique. Ceci s'est traduit par le refus en décembre 1991 d'intégrer la Communauté des États indépendants (CEI, avatar postsoviétique), par la candidature à une adhésion à l'OTAN malgré les protestations de la Russie et par l'adhésion à l'Union européenne le 1er mai 2004.

## Soviétisation des États baltes
Les répressions politiques suivent avec des déportations massives d'environ 130 000 citoyens menées par les Soviétiques. Les Instructions Serov, « sur la procédure de déportation des éléments antisoviétiques de Lituanie, de Lettonie et d'Estonie », contiennent des procédures et des protocoles détaillés à observer lors de l'expulsion des ressortissants baltes.
Les Soviétiques commencent une métamorphose constitutionnelle des États baltes en formant d'abord des « gouvernements populaires » de transition. Dirigés par les proches collaborateurs de Staline et les partisans communistes locaux ainsi que les fonctionnaires amenés de l'Union soviétique, ils forcent les présidents et les gouvernements des trois pays à démissionner, les remplaçant par des gouvernements populaires provisoires.
Les 14 et 15 juillet, à la suite d'amendements illégaux aux lois électorales des États respectifs, des élections législatives truquées pour les « parlements populaires » sont menées par des communistes locaux fidèles à l'Union soviétique. Les lois sont rédigées de telle manière que les communistes et leurs alliés soient les seuls autorisés à se présenter,. Les résultats des élections sont complètement fabriqués, le service de presse soviétique les publie tôt, les résultats sont par exemple publiés dans un journal londonien 24 heures avant la clôture des urnes,. Les « parlements populaires » se réunissent le 21 juillet, chacun avec une seule affaire : une demande d'adhésion à l'Union soviétique. Ces demandes sont adoptées à l'unanimité. Début août, le Soviet suprême de l'URSS « accepte » les trois demandes. La ligne officielle soviétique étant que les trois États baltes ont mené des révolutions socialistes et ont volontairement demandé à rejoindre l'Union soviétique.
Les nouveaux gouvernements soviétiques installés dans les États baltes commencent à aligner leurs politiques sur les pratiques soviétiques en vigueur. Selon la doctrine dominante dans le processus, les anciennes sociétés « bourgeoises » sont détruites pour que de nouvelles sociétés socialistes, dirigées par des citoyens soviétiques fidèles, puissent être installées à leur place.